# Nags Head (North Carolina)

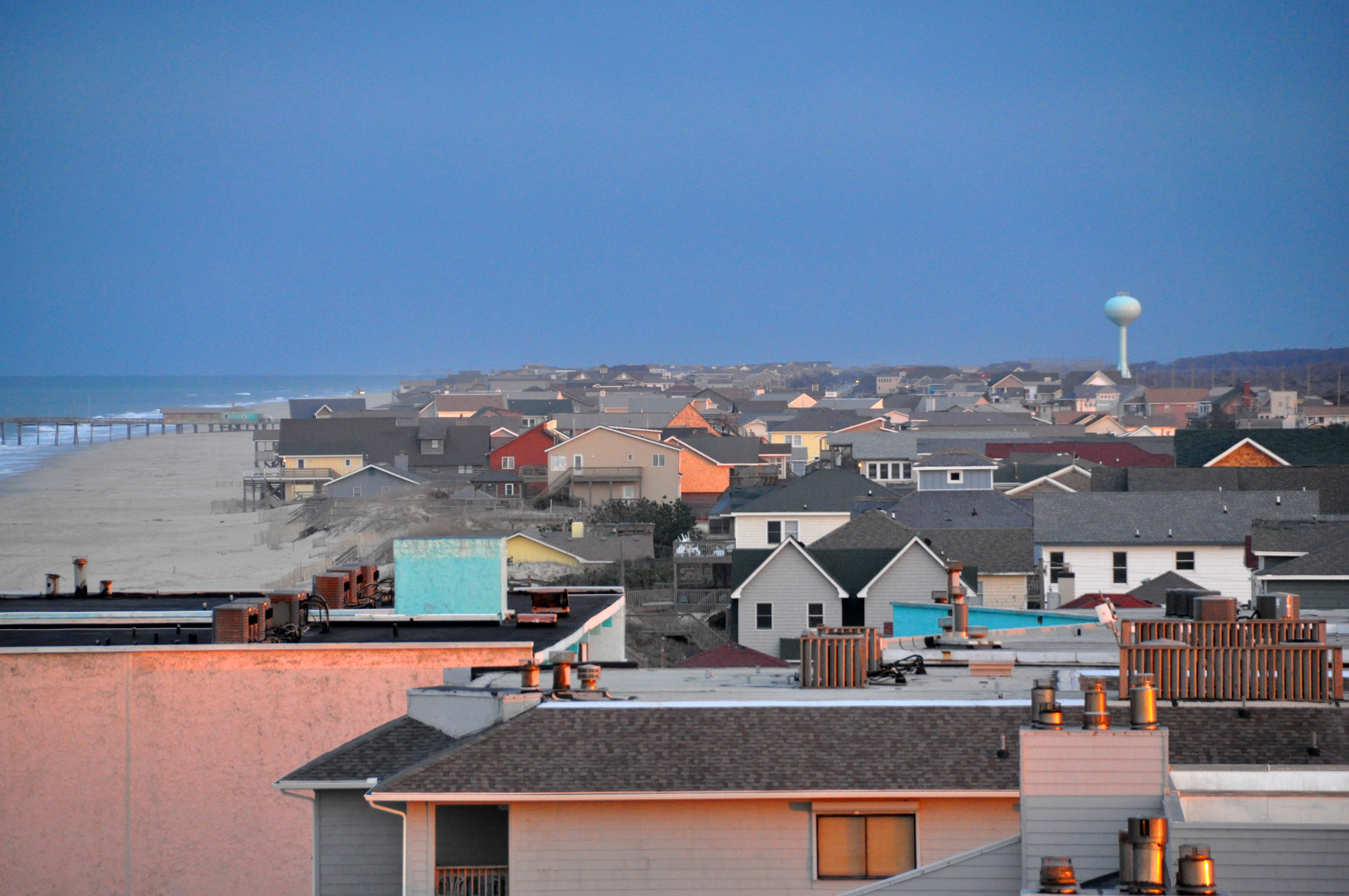
Zicht op Nags Head

Nags Head is een plaats (town) in de Amerikaanse staat North Carolina, en valt bestuurlijk gezien onder Dare County.

## Demografie
Bij de volkstelling in 2000 werd het aantal inwoners vastgesteld op 2700.
In 2006 is het aantal inwoners door het United States Census Bureau geschat op 3054, een stijging van 354 (13.1%).

## Geografie
Volgens het United States Census Bureau beslaat de plaats een oppervlakte van
17,2 km², waarvan 16,9 km² land en 0,3 km² water.

## Plaatsen in de nabije omgeving
De onderstaande figuur toont nabijgelegen plaatsen in een straal van 24 km rond Nags Head.